# 木曽騒動
木曽騒動（きそそうどう）は、慶應2年8月（1866年10月）に信濃国筑摩郡で発生した世直し一揆。

## 経緯
慶應2年8月、信濃の中山道木曽路の農村では、前年からの米価高騰に加え、天候不順や台風被害によって凶作が必至の大打撃を受けていた。特に木曽谷北部は松本盆地に米作を依拠していたが、不作を見越した松本藩や天領預地で穀留めが行われ、さらに中信地方有数の豪商信濃屋庄三郎こと野口庄三郎らによる米の買い占めの風聞が立つと、洗馬宿（新洗馬）で旅籠屋を営む吉丸屋の丸山左源太は本山、贄川、奈良井、藪原、宮ノ越など各宿場にも強訴を呼びかけ、8月17日から8月18日にかけて、困窮した農民が新洗馬に集結し、本洗馬村（現・長野県塩尻市）の富士塚で蜂起の合図の狼煙を上げると、一斉に松本盆地南部へ押し出した。
洗馬宿の村役人らの意図は豪商農や米穀商らに圧力をかけて米を平価で送らせることにあったが、その思惑を超えて、参加した困窮農民らは暴徒化し、沿道の穀商、酒屋、質屋、村役人らを対象とした焼き討ちや打ちこわしに発展し、乱暴狼藉、米穀の強奪に加え、「今後は必ず平価で米を送る」という内容の証文を強制的に取るなどした。上神林村（現・松本市）の野口庄三郎の邸宅は長屋門と文庫蔵を残して全焼し、野口が開発した新田の民家も焼き払われた。
騒動の報告を受けた松本藩等は沿道各地に召捕方を派兵し、一揆勢と対峙し30名程を逮捕、発砲の末に鎮圧した。8月18日夜には約500名が木曽谷から本洗馬村に押し出したが、そこでは大庄屋と村役人が炊き出しを行い、米送り証文を提出したため、平穏のうちに引き上げた。この一連の騒動はのちに「ちょぼくれ」に謡われているように「世直し」の意識によって動いていた。
騒動は8月20日には終息したが、尾張藩木曽代官山村氏は越後高田藩と交渉し、玄米652石を購入して払い下げている。一帯は大部分が天領であったため、翌慶應3年（1867年）4月6日になって江戸から評定所の木暮東之輔ら下役3名、関東取締出役から関口斧四郎らが現地に入り取り調べを行った。襲撃を受けた家は105軒を数え、入牢した96名中16名が牢死、丸山左源太は、自身の本意とかけ離れて暴徒化した一揆勢からは離れて距離を置いていたが、騒動の首謀者として同志の笹屋伝左衛門とともに江戸に送られ、同年9月18日に鈴ヶ森刑場で処刑され、9月26日洗馬宿に送り返され、枡形において三日間晒された。伝左衛門は江戸で牢死したが遠島の刑を受け、その他は追放刑11名、合わせて40ヶ村の惣百姓へ310貫文の科料などの処罰があった。